# Tibitanus sexlineatus
Tibitanus sexlineatus là một loài nhện trong họ Philodromidae.
Loài này thuộc chi Tibitanus. Tibitanus sexlineatus được Eugène Simon miêu tả năm 1907.